# إدوين ورفيلد الثالث
إدوين ورفيلد الثالث هو سياسي أمريكي، ولد في 3 يونيو 1924، وتوفي في 4 أكتوبر 1999 في St. Agnes Hospital (Baltimore) ‏ في الولايات المتحدة. نشط حزبياً في الحزب الديمقراطي.